# Rubberhose (software)
Em computação, rubberhose (também conhecido por seu codinome de desenvolvimento Marutukku )  é um arquivo de criptografia negável contendo vários sistemas de arquivos cuja existência só pode ser verificada usando a chave criptográfica apropriada.

## Propósito
O sistema foi criado por que regimes opressores torturam pessoas para conseguir senhas e acesso a determinados arquivos, de forma que, com o rubberhose, o indivíduo que está sendo torturado ou pressionado pode revelar senhas que aparentam revelar o conteúdo dos arquivos, quando na verdade, o conteúdo real dos arquivos continua criptografado e protegido.
O sistema foi desenvolvido entre 1997 e 2000 por Julian Assange, Suelette Dreyfus e Ralf Weinmann.

## Funcionamento técnico
Os parágrafos a seguir são extraídos da documentação do projeto:
O Rubberhose trabalha inicialmente escrevendo caracteres aleatórios em um disco rígido inteiro ou outro dispositivo de armazenamento dinâmico. Esse ruído aleatório é indistinguível dos dados criptografados a serem armazenados nesse disco. Se você tiver uma unidade de 1 GB e quiser ter duas partes criptografadas da Rubberhose de 400 MB e 200 MB, ela pressupõe que cada aspecto (como as partições criptografadas são chamadas) terá 1 GB e preencherá a unidade inteira. Ele continuará fazendo isso até que a unidade esteja realmente cheia de capacidade com material criptografado. Ele divide as partes de cada aspecto em pequenos pedaços e os espalha por toda a unidade de 1 GB de maneira aleatória, com cada aspecto parecendo ter 1 GB de tamanho após a descriptografia.
Cada aspecto tem sua própria frase-senha que deve ser descriptografada separadamente e, se um disco rígido não for aproveitado, nem a análise matemática nem o teste de disco físico poderão revelar quantos aspectos realmente existem. Os mapas internos são usados para localizar onde os dados são armazenados entre os caracteres aleatórios, com cada aspecto tendo seu próprio mapa, que só pode ser descriptografado através de sua senha específica. Portanto, um disco Rubberhose só pode ser gravado com segurança após todas as senhas terem sido digitadas. Tudo funciona com base na "necessidade de saber", ou seja, cada aspecto não sabe nada sobre os outros, a não ser quando se evita escrever por cima de outro.

### Status
O Rubberhose não está mais sendo atualizado, embora esteja disponível para o kernel Linux 2.2, NetBSD e FreeBSD . A versão mais recente disponível, ainda em fase alfa, é v0.8.3.